# Synageles
Genre
Synonymes
- Gertschia Kaston, 1945

Synageles est un genre d'araignées aranéomorphes de la famille des Salticidae.

## Distribution
Les espèces de ce genre se rencontrent en zone holarctique.

## Description

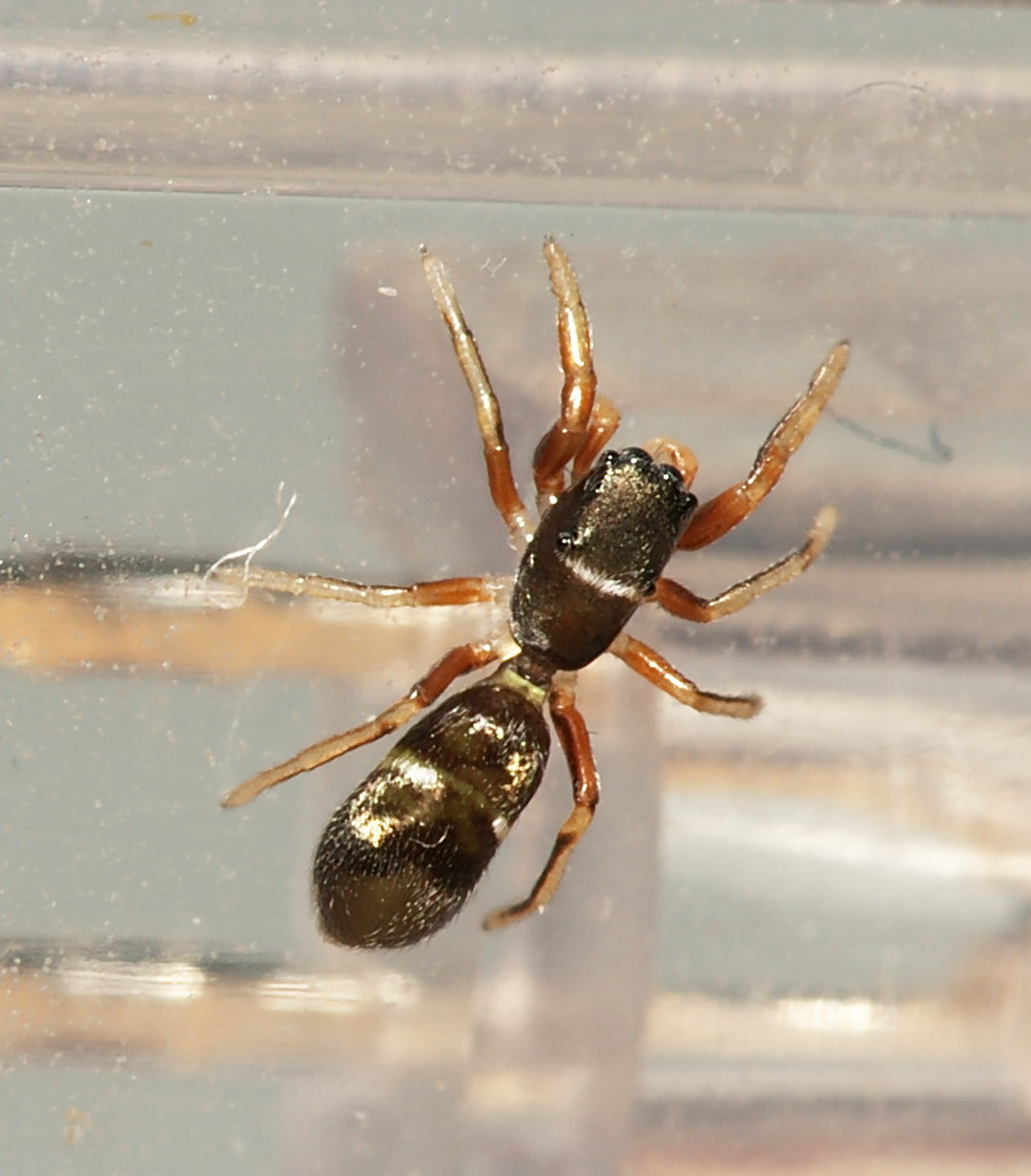
Synageles venator, l'espèce type du genre

Les espèces de ce genre sont myrmécomorphes.

## Liste des espèces
Selon World Spider Catalog (version 24, 18/03/2023) :
- Synageles albotrimaculatus (Lucas, 1846)
- Synageles bishopi Cutler, 1988
- Synageles canadensis Cutler, 1988
- Synageles charitonovi Andreeva, 1976
- Synageles dalmaticus (Keyserling, 1863)
- Synageles hilarulus (C. L. Koch, 1846)
- Synageles idahoanus (Gertsch, 1934)
- Synageles karaman Topçu & Demircan-Aksan, 2020
- Synageles khorasanicus Logunov, 2023
- Synageles leechi Cutler, 1988
- Synageles mexicanus Cutler, 1988
- Synageles morsei Logunov & Marusik, 1999
- Synageles nigriculus Danilov, 1997
- Synageles noxiosus (Hentz, 1850)
- Synageles occidentalis Cutler, 1988
- Synageles persianus Logunov, 2004
- Synageles ramitus Andreeva, 1976
- Synageles repudiatus (O. Pickard-Cambridge, 1876)
- Synageles scutiger Prószyński, 1979
- Synageles subcingulatus (Simon, 1878)
- Synageles venator (Lucas, 1836)

## Systématique et taxinomie
Ce genre a été décrit par Simon en 1876 dans les Attidae.
Gertschia a été placé en synonymie par Kaston en 1977.

## Publication originale
- Simon, 1876 : Les arachnides de France. Paris, vol. 3, p. 1-364.